# Pokémon Black i White
Pokémon Black (jap. ポケットモンスターブラック Poketto Monsutā Burakku) oraz Pokémon White (jap. ポケットモンスターホワイト Poketto Monsutā Howaito) – dwie gry z serii Pokémon, wydane na konsolę Nintendo DS. W Japonii ich premiera odbyła się 18 września 2010, w USA 6 marca 2011, zaś w Europie 4 marca 2011.

## Fabuła
Gra osadzona jest w regionie znanym jako Unova (jap. イッシュ地方 Isshu), oddalonym od poprzednich regionów. Przybycie tu wymaga łódki lub samolotu. Głównym miastem jest Castelia City (jap. ヒウンシティ Hiun City) z mnóstwem budynków i drapaczy chmur, które można odwiedzać. Poza miastem znajdują się fabryki i tory kolejowe.
Regionalny Pokédex w obu grach będzie się składać tylko z Pokémonów V generacji. Po raz pierwszy w historii gier Pokemon bohater nie ma domyślnych imion (gracz musi nazwać siebie sam).